# Xylophanes rhodocera
Xylophanes rhodocera är en fjärilsart som beskrevs av Walker 1856. Xylophanes rhodocera ingår i släktet Xylophanes och familjen svärmare. Inga underarter finns listade i Catalogue of Life.